# ده نو (دهسرد)
ده نو (بالفارسية: ده نو) هي منطقة سكنية تقع في إيران في قسم دهسرد الريفي. يقدر عدد سكانها بـ 75 نسمة .